# Gustavo Garcia
 (septembre 2021).
Gustavo Garcia dos Santos dit Gustavo Garcia, né le 4 janvier 2002 au Brésil, est un footballeur brésilien qui évolue au poste d'arrière droit au Palmeiras.

## Biographie

### En équipe nationale
En octobre et novembre 2019, il est sélectionné pour la Coupe du monde des moins de 17 ans au Brésil. L'équipe du Brésil remporte la finale de la compétition, qu'elle n’a plus atteint depuis 2003. Remplaçant du jeune prodige Yan Couto, Garcia joue néanmoins la plupart des matchs et est notamment titularisé lors du dernier match de poule et le 16e de finale contre le Chili.

## Palmarès
Équipe du Brésil des moins de 17 ans
- Coupe du monde des moins de 17 ans
  - Vainqueur en 2019.

## Statistiques
| Saison                | Club                  | Championnat           | Championnat | Championnat | Championnat | Coupe(s) nationale(s) | Coupe(s) nationale(s) | Coupe(s) nationale(s) | Compétition(s) continentale(s) | Compétition(s) continentale(s) | Compétition(s) continentale(s) | Compétition(s) continentale(s) | Ligue régionale | Ligue régionale | Ligue régionale | Total | Total | Total |
| Saison                | Club                  | Division              | M.          | B.          | P.d.        | M.                    | B.                    | P.d.                  | Comp.                          | M.                             | B.                             | P.d.                           | M.              | B.              | P.d.            | M.    | B.    | P.d.  |
| 2021                  | Palmeiras             | Série A               | 3           | 0           | 0           | -                     | -                     | -                     | CL                             | -                              | -                              | -                              | 8               | 0               | 0               | 11    | 0     | 0     |
| 2022                  | Palmeiras             | Série A               | 4           | 0           | 0           | -                     | -                     | -                     | CL                             | -                              | -                              | -                              | 1               | 0               | 0               | 5     | 0     | 0     |
| 2023                  | Palmeiras             | Série A               | 5           | 0           | 0           | -                     | -                     | -                     | CL                             | 3                              | 0                              | 1                              | 3               | 0               | 0               | 11    | 0     | 1     |
| 2024                  | Palmeiras             | Série A               | -           | -           | -           | -                     | -                     | -                     | CL                             | -                              | -                              | -                              | 2               | 0               | 1               | 2     | 0     | 1     |
| Total sur la carrière | Total sur la carrière | Total sur la carrière | 12          | 0           | 0           | 0                     | 0                     | 0                     | -                              | 3                              | 0                              | 1                              | 14              | 0               | 1               | 29    | 0     | 2     |